# Valentin Vannius
Valentin Vannius (* 1495 in Beilstein; † 27. August 1567 im Kloster Maulbronn; eigentlich Valentin Wannenmacher) war ein württembergischer Reformator. Vannius folgte zunächst Johann Geyling ins früh reformatorisch gesinnte Brandenburg-Ansbach und war ab 1534 reformatorisch in Württemberg tätig, wo er in die Kirchenleitung aufrückte, erster evangelischer Abt des Klosters Maulbronn und als Prälat Mitglied des württembergischen Landtags war.

## Biografie
Vannius trat in das Kloster Maulbronn ein, besuchte danach wohl nur kurze Zeit die Universität Heidelberg und kehrte dem Kloster im Zuge des Bauernkriegs 1525 den Rücken. Wohl durch Vermittlung des Ilsfelder Pfarrers Johann Geyling (1495–1559), der eventuell sogar mit ihm verwandt war, erhielt er in Löwenstein eine Pfarr- und Kaplaneistelle. 1532 folgte Vannius Geylings Ruf ins bereits reformierte, brandenburg-ansbachische Feuchtwangen, wo er heiratete. Über Kulmbach gelangte Vannius 1533 als Lektor zu den Augustinern nach Ansbach. Nach der Rückkehr Herzog Ulrichs und der Reformation in Württemberg kehrte Vannius 1535 auf Bitten der dortigen Bürger nach Beilstein zurück. 1537 wurde er nach Backnang versetzt, wo seine Erfahrung bei der Reformation der Klöster erwünscht war. Noch im selben Jahr hatte er eine Predigerstelle an der Leonhardskirche in Stuttgart, wo er Vertreter von Erhard Schnepf wurde und an dessen Stelle nach dessen Professur in Tübingen die evangelische Kirche in Württemberg leitete. 1548 lehnte Vannius das Augsburger Interim ab und wurde daraufhin seines Amtes enthoben, blieb jedoch in der von Herzog Ulrich eingerichteten Kirchenleitung und erhielt eine Predigerstelle in Cannstatt. Nach Ulrichs Tod und dem Beginn der Regentschaft Herzog Christophs gehörte Vannius neben Johannes Brenz zu den Überbringern des Württembergischen Bekenntnisses auf dem Konzil von Trient, die jedoch wegen der raschen Auflösung des Konzils nicht mehr gehört wurden. Nach dem Augsburger Religionsfrieden von 1555 wurde Vannius 1558 erster evangelischer Abt des Klosters Maulbronn, außerdem war er Prälat und gehörte den Landtagen von 1565 und 1566 an, wo er neben Brenz die gesetzliche Festschreibung der Landeskonfession erwirkte.